# Gyna caffrorum
Gyna caffrorum är en kackerlacksart som först beskrevs av Lucas J. Stal 1856.  Gyna caffrorum ingår i släktet Gyna och familjen jättekackerlackor. Inga underarter finns listade i Catalogue of Life.